# سه کوهه
سه کوهه، روستایی در دهستان لوتک بخش مرکزی شهرستان هامون در استان سیستان و بلوچستان ایران است.

## قلعه سه کوهه
بنای اصلی آن از سه قسمت به هم پیوسته ارگ جنوبی، ارگ شمالی و ارگ میدانی تشکیل شده است.
- ارگ جنوبی

شامل یک حیاط مرکزی با مجموعه‌ای از اتاق‌ها در اطراف و یک ایوان بلند و باریک در ضلع شمالی می‌باشد و متعلق به حاکم آن زمان بوده است.
- ارگ شمالی

این قسمت معروف به فلک سر (ملک سار) است و از وسعت کمتری نسبت به ارگ جنوبی برخوردار است. این قسمت استراحتگاه حاکم و همرا او بوده است. نمای بیرونی چند ضلعی و تمام سطح گنبد و طاق‌ها ی آن پوشیده است.
- ارگ میدانی (میدان مرکزی)

قلعه نسبتاً بزرگی است که حدفاصل ارگ جنوبی و ارگ شمالی است و در داخل آن اتاق‌هایی وجود دارد که جایگاه خادمان و محافظان حاکم بوده است.

## جمعیت
بر پایه سرشماری عمومی نفوس و مسکن در سال ۱۳۹۵، جمعیت این روستا برابر با ۴۱۴ نفر (۱۰۷ خانوار) بوده است.

## نگارخانه

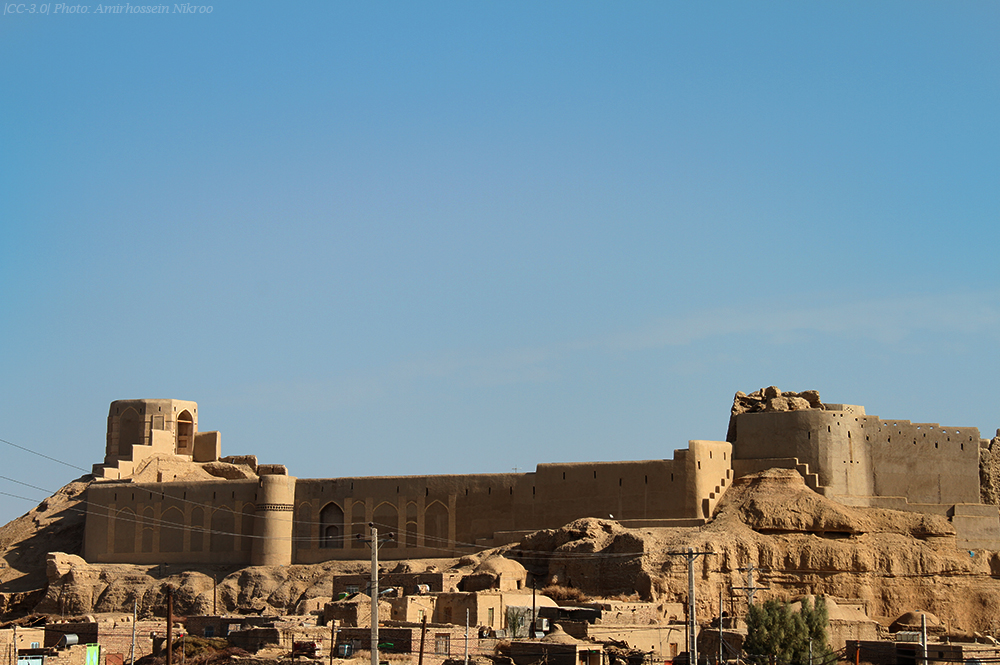
قلعه سه کوهه در سیستان و بلوچستان

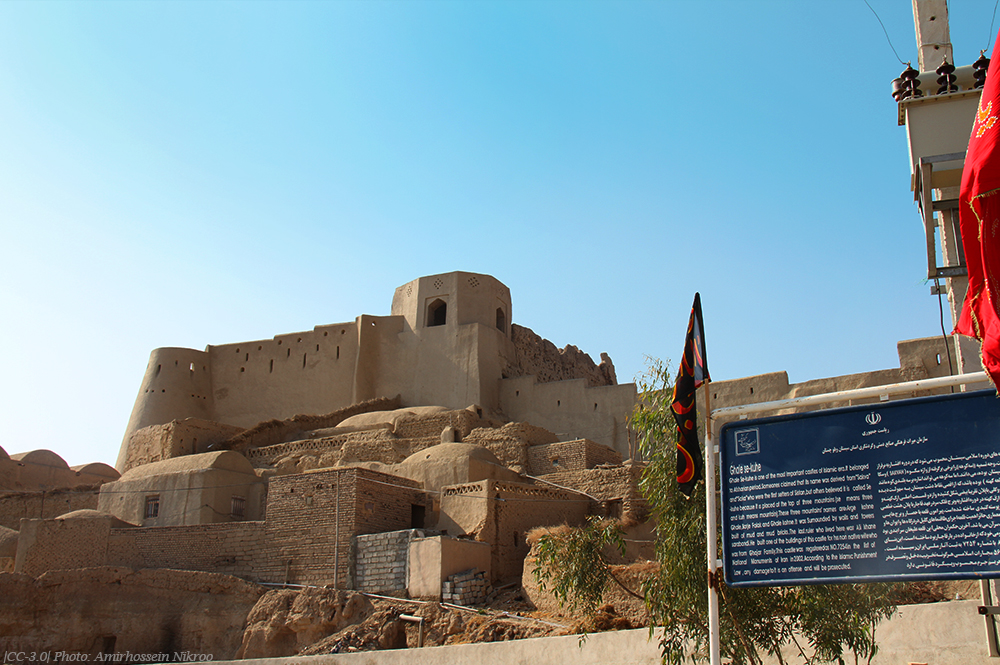
قلعه سه کوهه در سیستان و بلوچستان

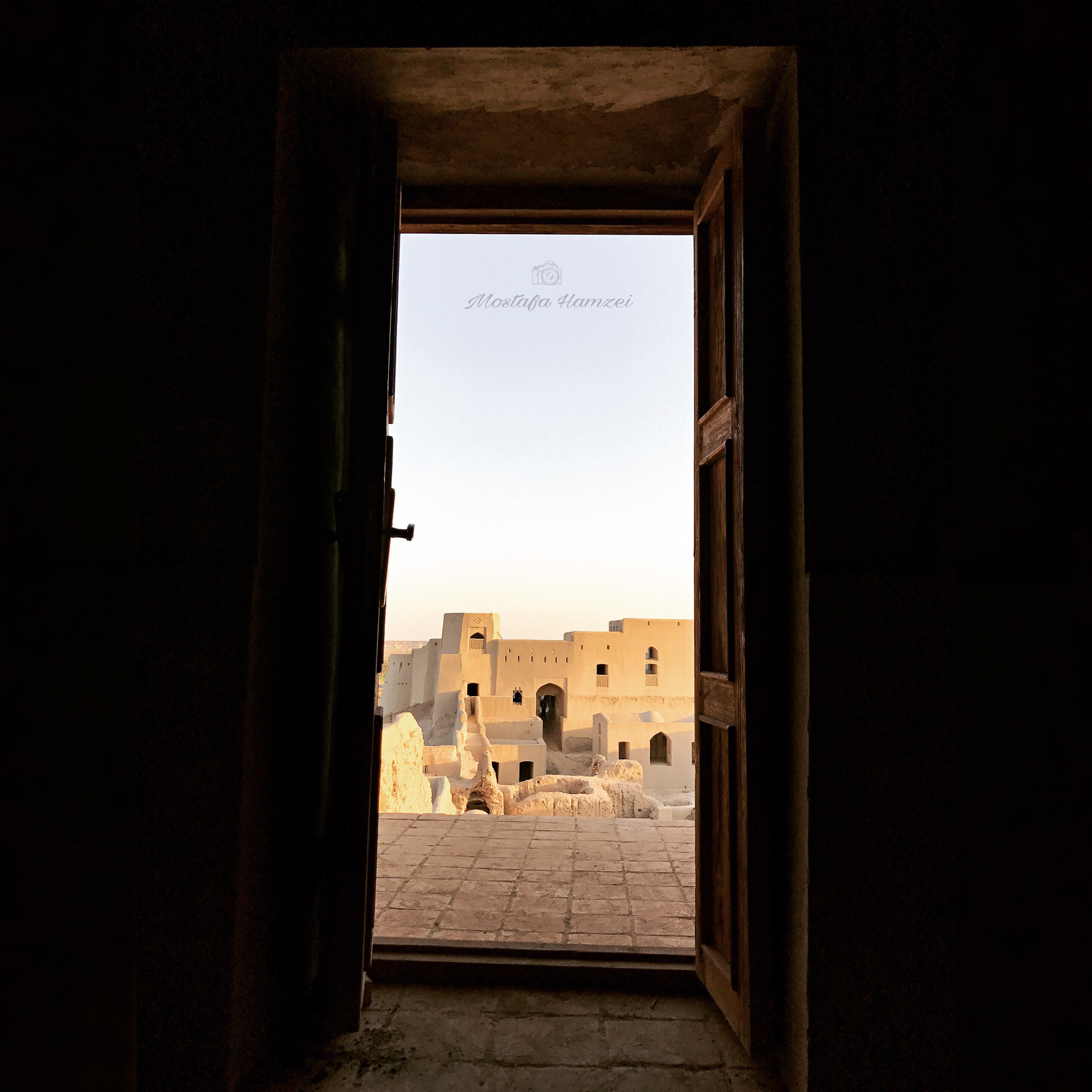
ارگ شمالی-فلک سر (ملک سار)

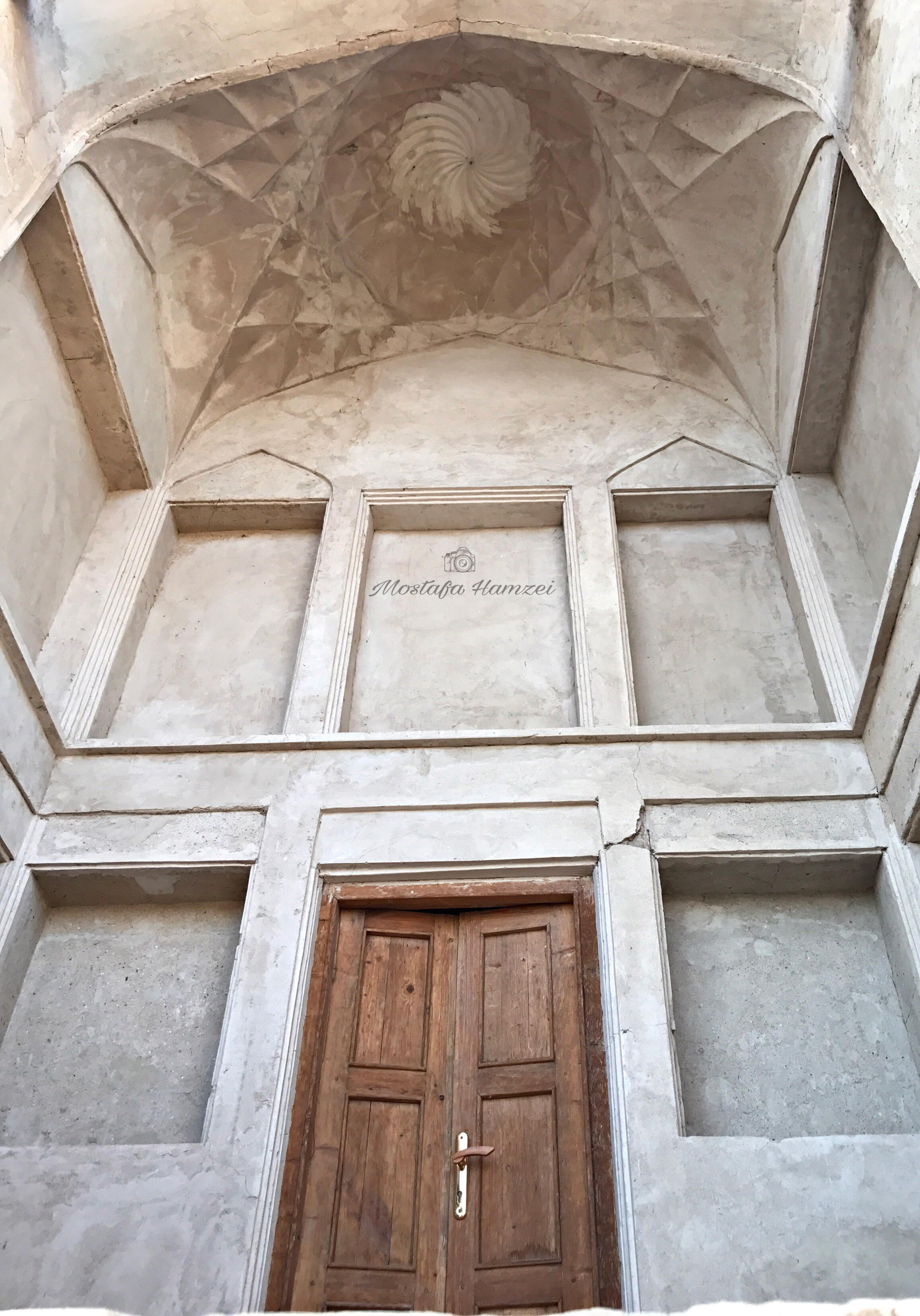
نمای بیرونی ارگ فلک سر (ملک سار)

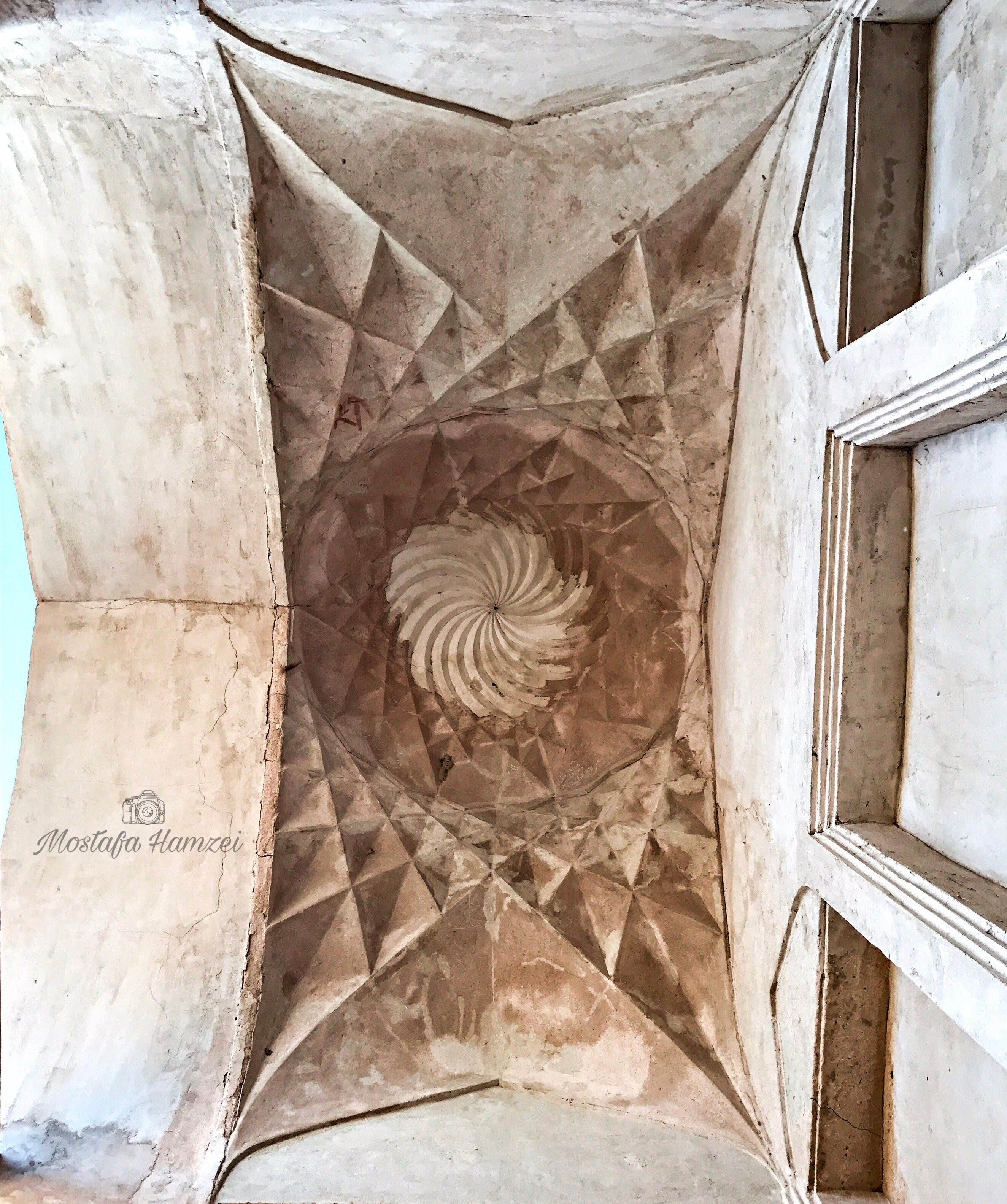
نمایی از معماری ارگ شمالی

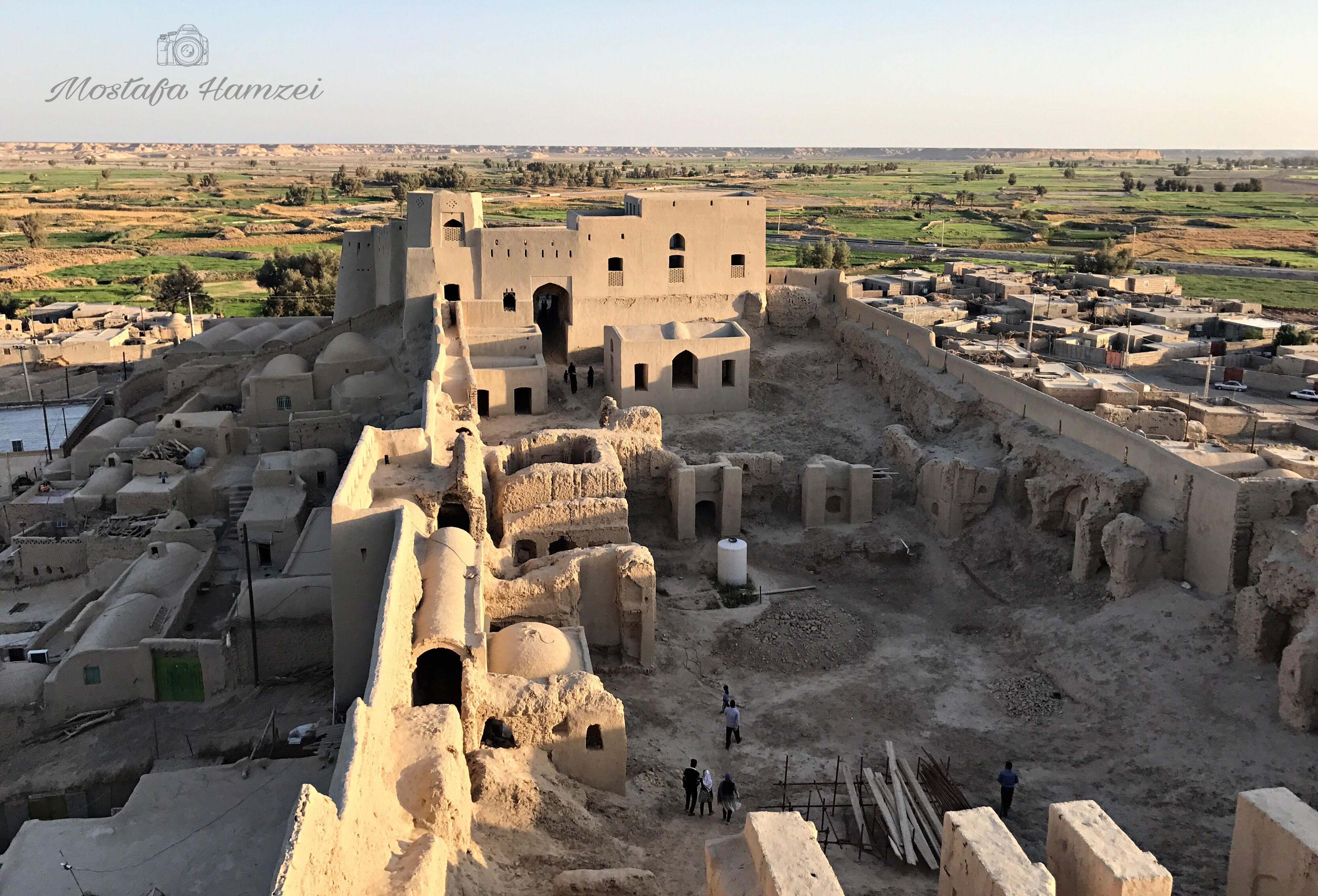
ارگ جنوبی

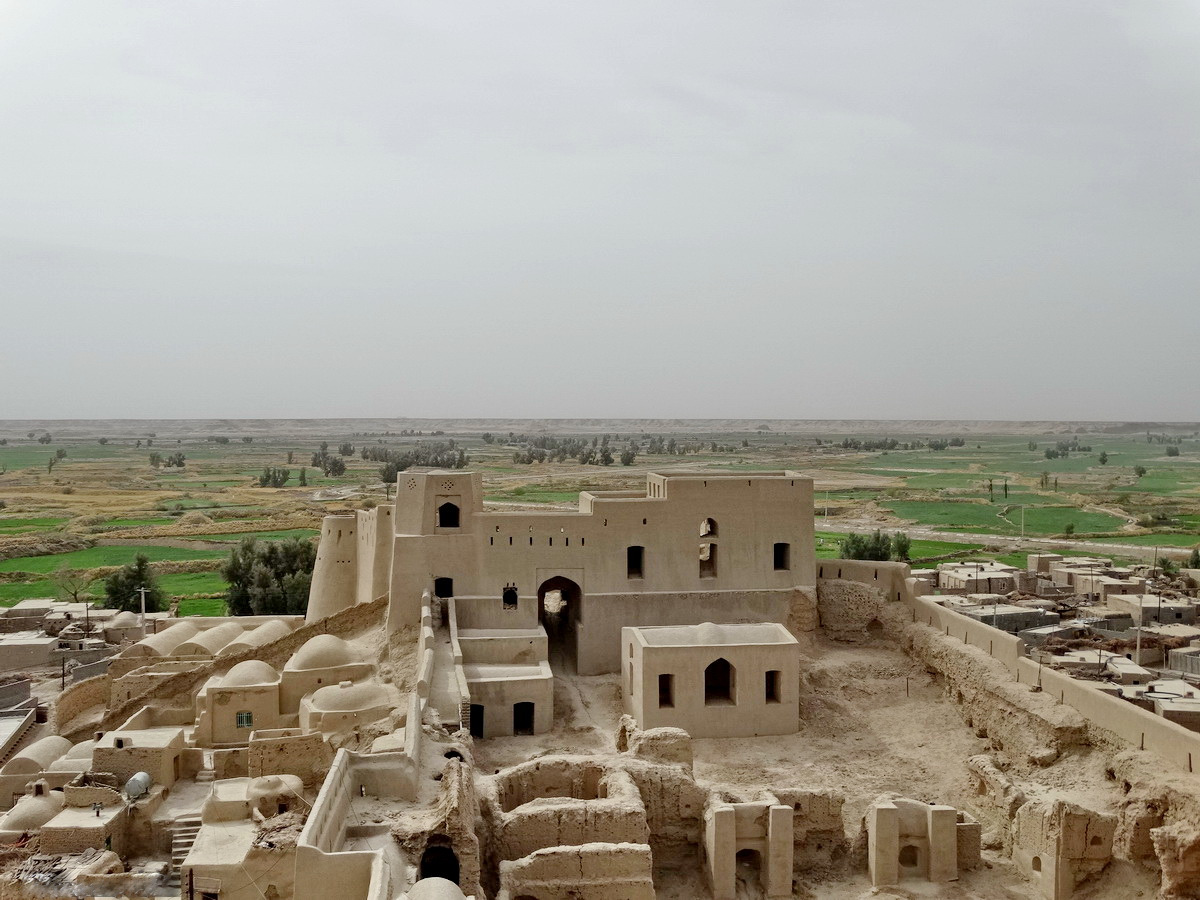
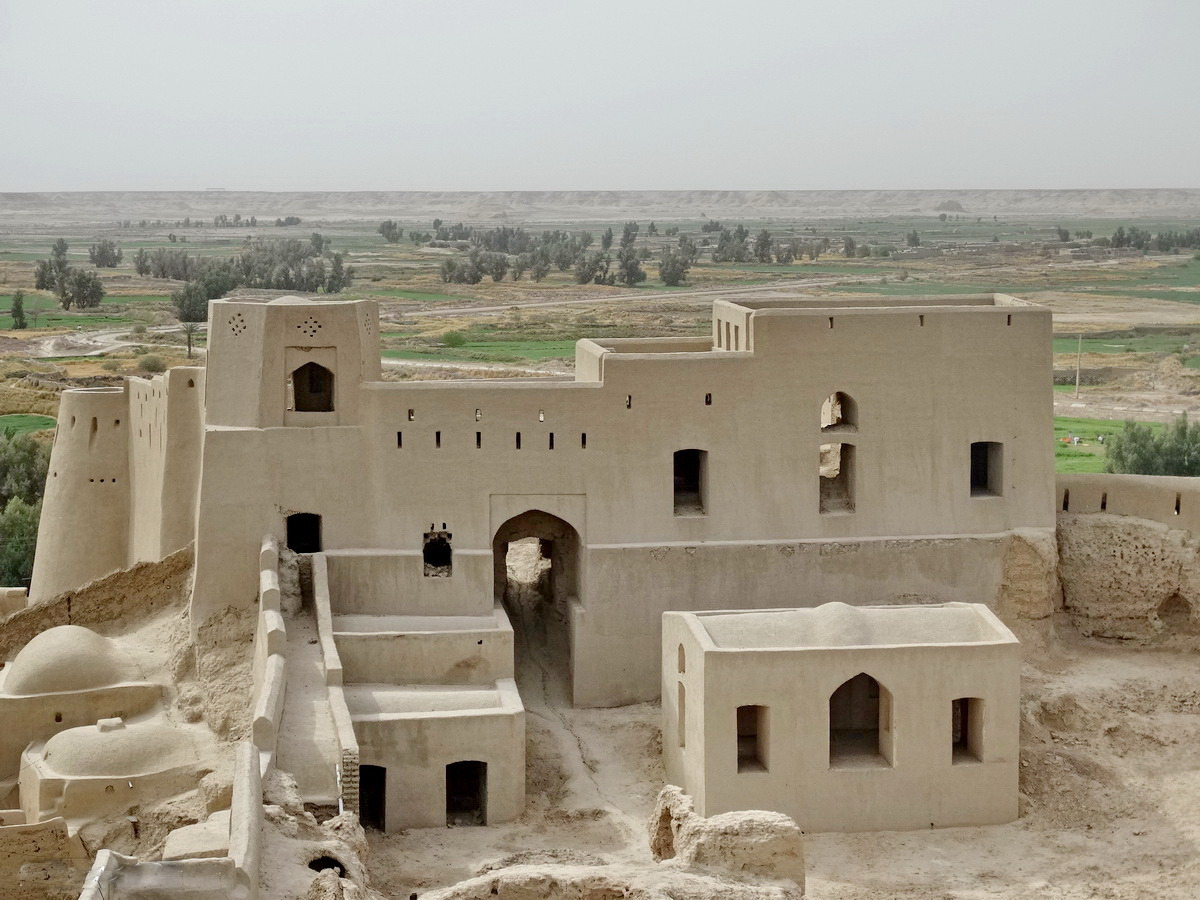
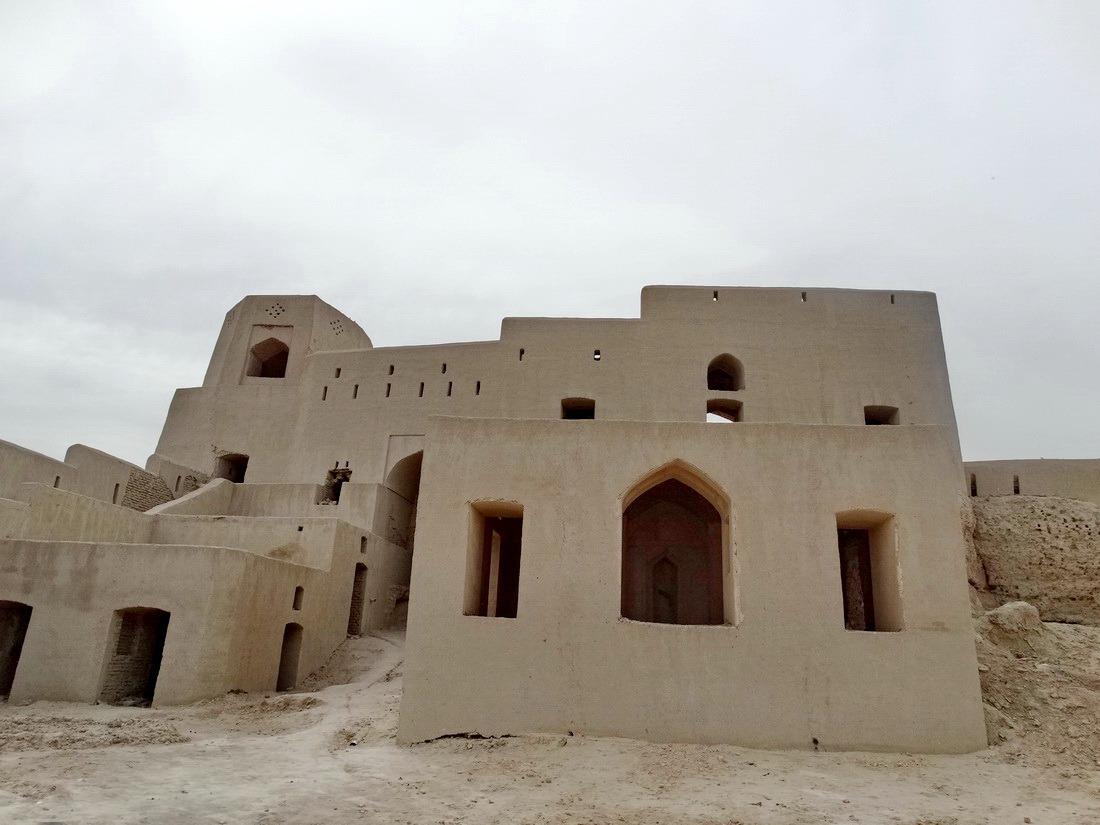
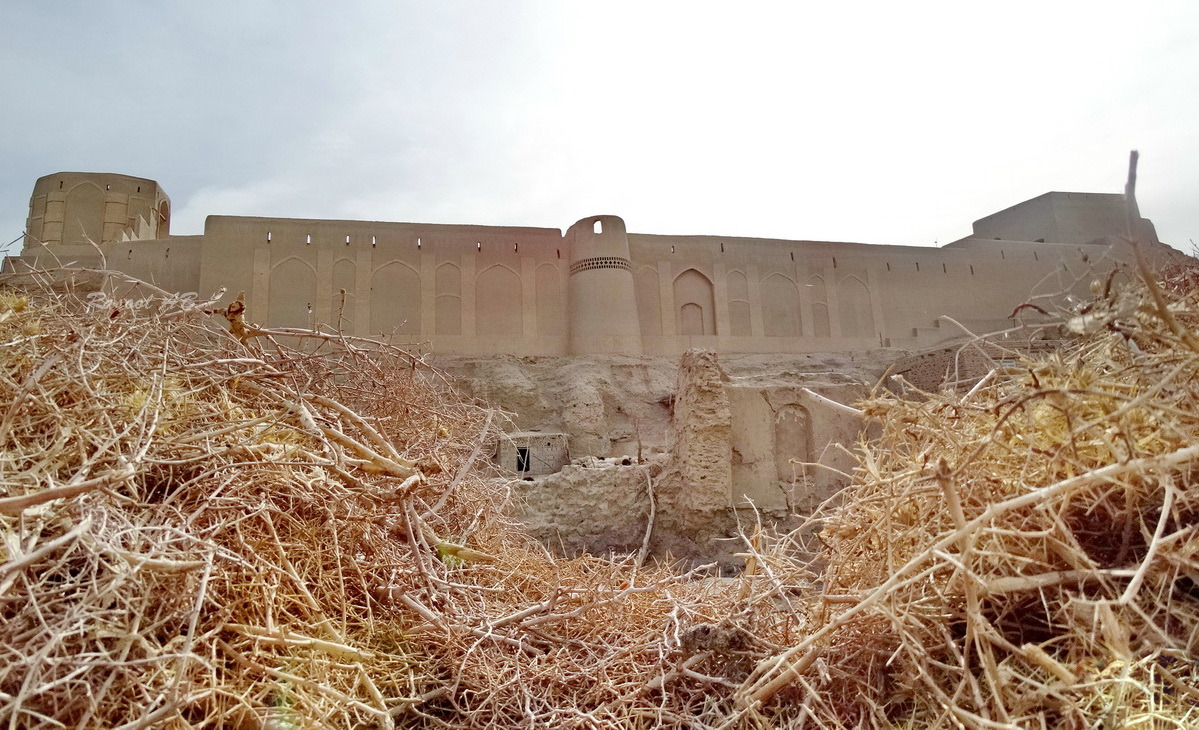
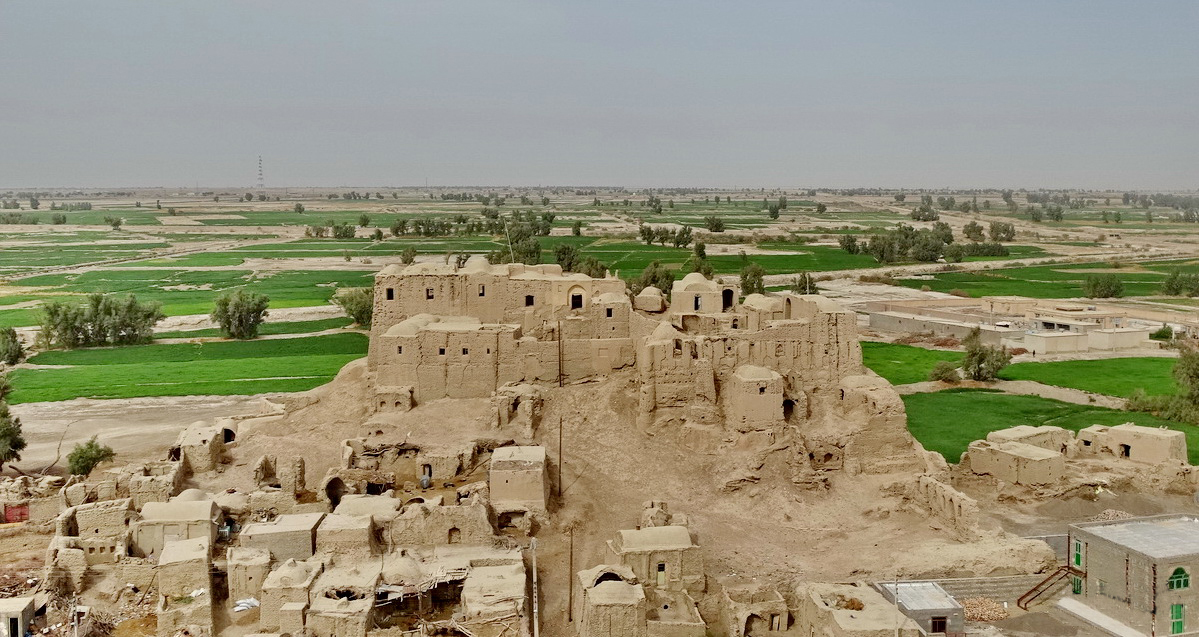
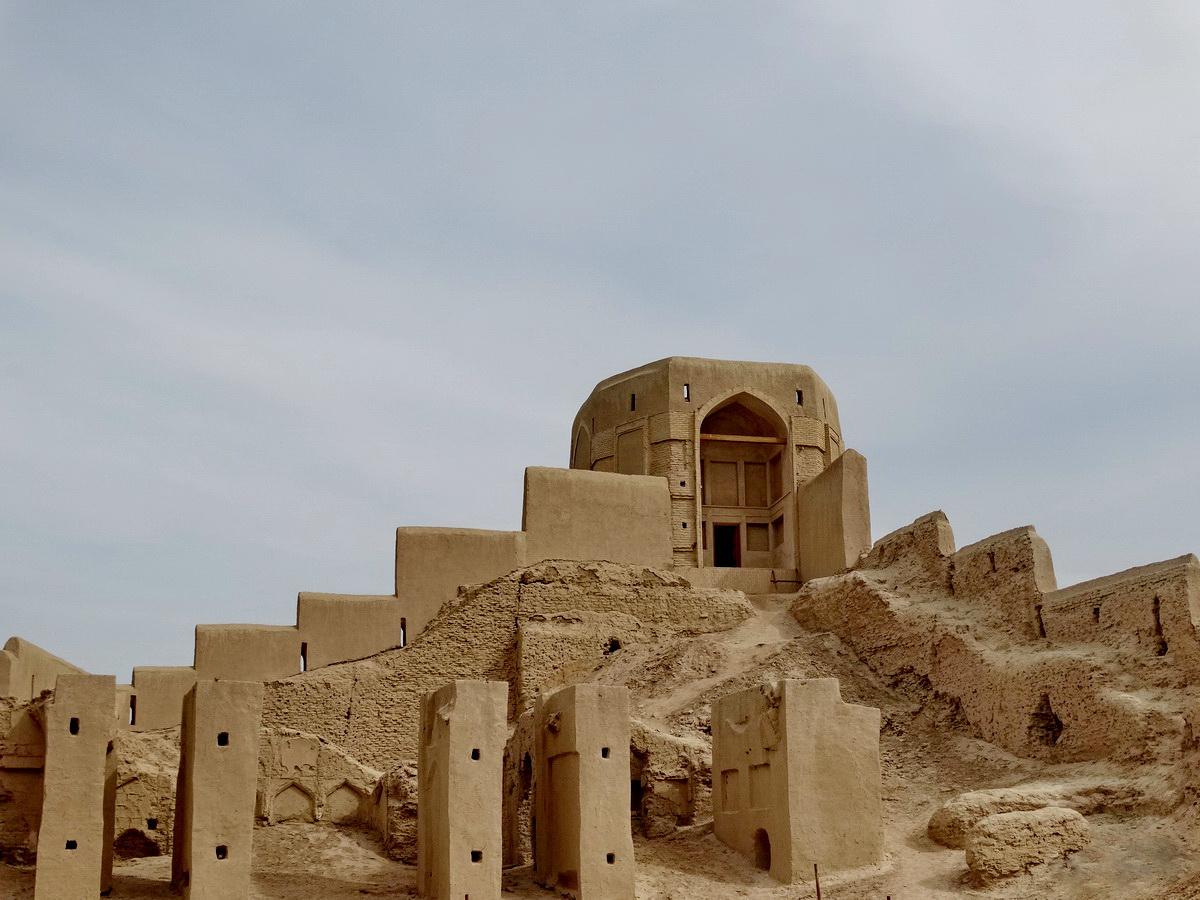